# 米尼耶尔
米尼耶尔（法語：Mignières，法語發音：[miɲɛʁ]）是法国厄尔-卢瓦省的一个市镇，属于沙特尔区。

## 地理
米尼耶尔（48°21'34"N, 1°25'43"E）面积13.04 平方千米，位于法国中央-卢瓦尔河谷大区厄尔-卢瓦省，该省份为法国北部内陆省份，北起顺时针与厄尔省、伊夫林省、埃松省、卢瓦雷省、卢瓦-谢尔省、萨尔特省和奧恩省接壤。
与米尼耶尔接壤的市镇（或旧市镇、城区）包括：厄尔河畔丰特奈、蒂瓦尔、拉布迪尼耶尔圣卢。

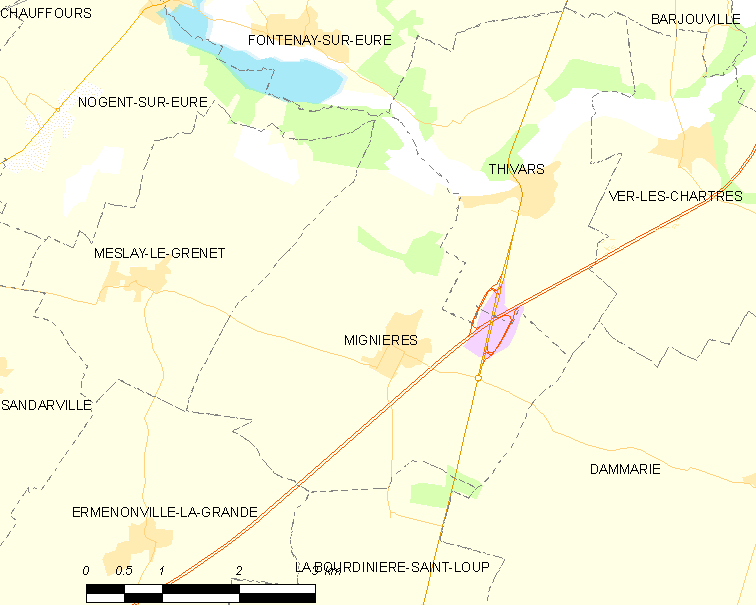
米尼耶尔的OSM定位图

米尼耶尔的时区为UTC+01:00、UTC+02:00（夏令时）。

## 行政
米尼耶尔的邮政编码为28630，INSEE市镇编码为28253。

## 政治
米尼耶尔所属的省级选区为沙特尔第二县。

## 人口

1962-2008年间米尼耶尔人口变化图示

米尼耶尔于2022年1月1日时的人口数量为1157人。